# Курмајор
Курмајор (итал. Courmayeur) је насеље у Италији у округу Долина Аосте, региону Долина Аосте.
Према процени из 2011. у насељу је живело 2794 становника. Насеље се налази на надморској висини од 1224 м.

## Становништво
| 1931. | 1936. | 1951. | 1961. | 1971. | 1981. | 1991. | 2001. | 2011. |
| ----- | ----- | ----- | ----- | ----- | ----- | ----- | ----- | ----- |
| 1.215 | 1.264 | 1.307 | 1.657 | 2.339 | 2.704 | 2.545 | 2.790 | 2.815 |